# كيفن موير
كيفن موير (بالإنجليزية: Kevin Moir)‏ مواليد 14 أكتوبر 1961 في جوهانسبرغ، جنوب أفريقيا، هو لاعب كرة مضرب جنوب أفريقي سابق بدأ مسيرته كمحترف سنة 1983 وكان يلعب باليد اليمنى. أعلى تصنيف له في الفردي كان المركز الـ 162 في سنة 1985. أعلى تصنيف له في الزوجي كان المركز الـ 307 في سنة 1985.

## روابط خارجية
- كيفن موير على موقع رابطة محترفي التنس (الإنجليزية)
- كيفن موير على موقع الاتحاد الدولي لكرة المضرب (الإنجليزية)
- كيفن موير على موقع خلاصة التنس.كوم (الإنجليزية)